# Neduba convexa
Neduba convexa är en insektsart som beskrevs av Andrew Nelson Caudell 1907. Neduba convexa ingår i släktet Neduba och familjen vårtbitare. Inga underarter finns listade i Catalogue of Life.